# Suwa
Suwa (Japans: 諏訪市, Suwa-shi) is een stad in de prefectuur Nagano op het Japanse eiland Honshu. De stad heeft een oppervlakte van 109,06 km² en had in 2007 ongeveer 52.500 inwoners.
Suwa ligt aan het Suwa-meer. Het is een industriestad in een regio die vanwege de fijnmechanische industrie bekendstaat als "het oosterse Zwitserland". Seiko Epson, fabrikant van ICT-gerelateerde apparatuur zoals printers en Seiko horloges, heeft haar hoofdkantoor in Suwa.

## Geschiedenis
Suwa werd op 19 augustus 1941 een stad (shi) na samenvoeging van de gemeente Kami-Suwa met de dorpen Toyoda en Shiga.

## Verkeer
Suwa ligt aan de Chūō-hoofdlijn van de East Japan Railway Company.
Suwa ligt aan de Chūō-autosnelweg en aan autoweg 20.

## Stedenband

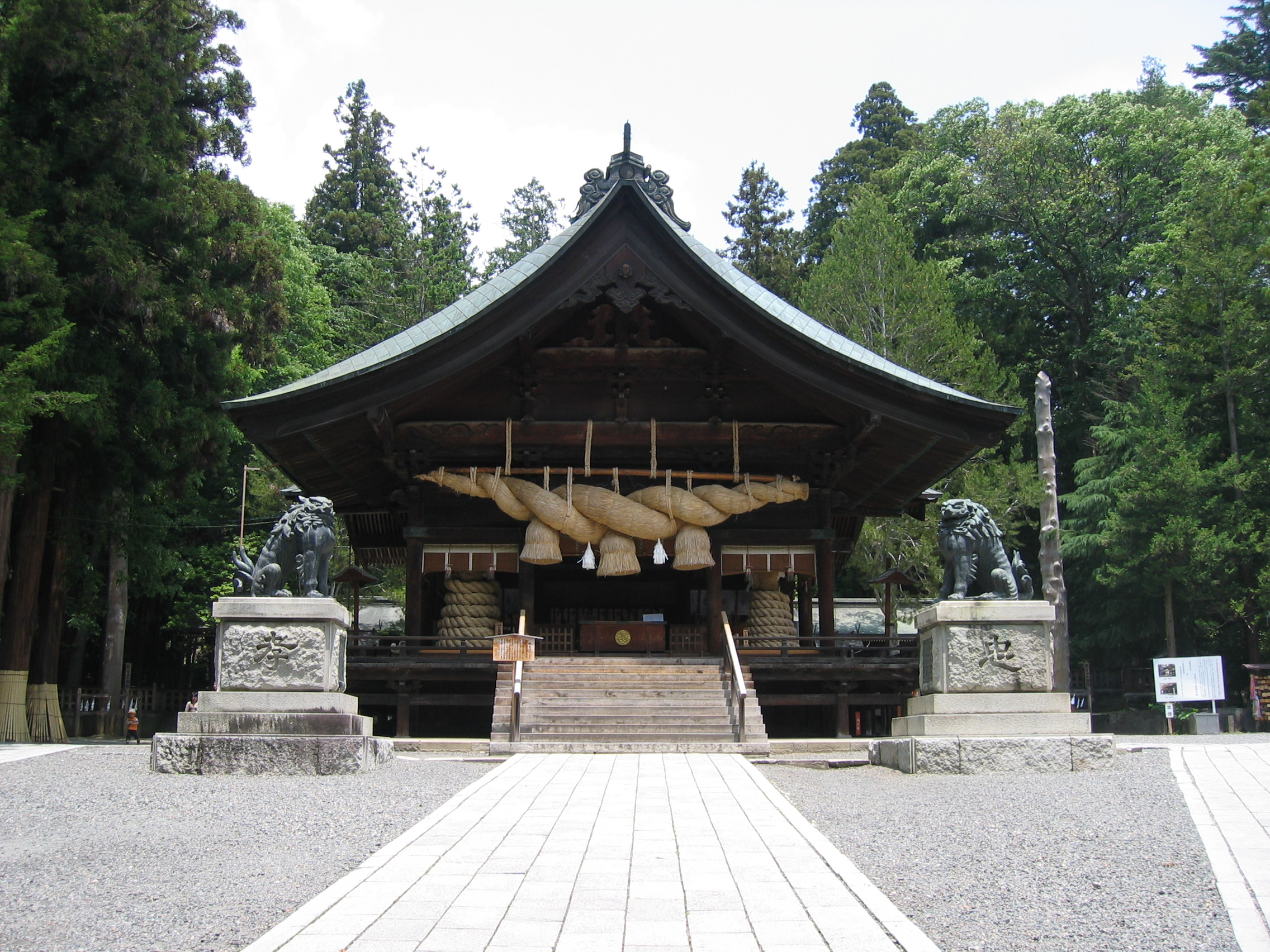
Suwa taisha

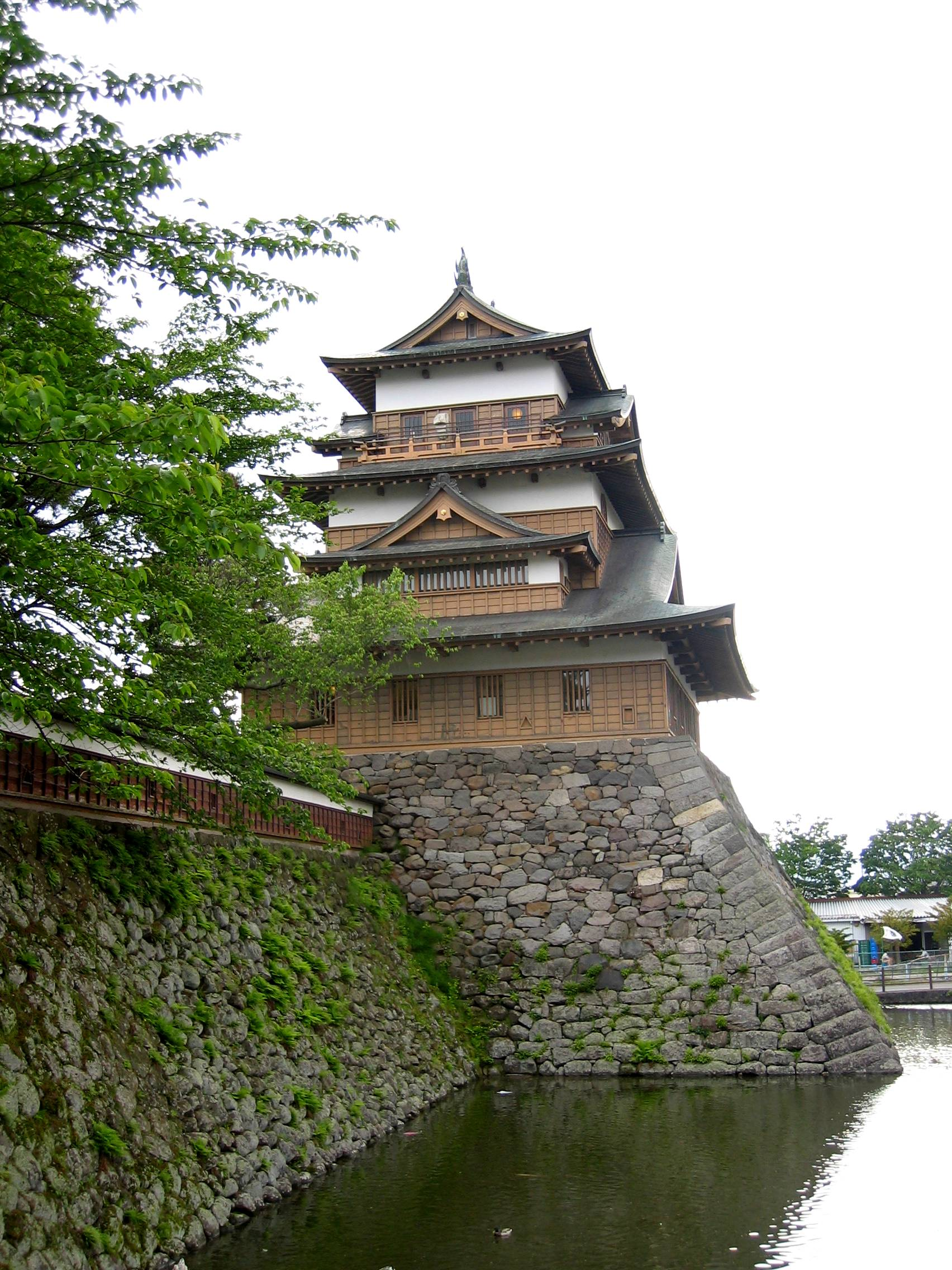
Takashima kasteel

Suwa heeft een stedenband met
- Wörgl, sinds 1960;
- Kundl, sinds 1960;
- St. Louis, sinds 1974;
- Amboise, sinds 1987.

## Bezienswaardigheden
- Suwa-meer; jaarlijks zijn er vuurwerkshows in augustus en september aan de oever van het meer die tienduizenden bezoekers trekken.
- Suwa taisha, een shinto jinja aan het Suwa-meer en een van de vier grootste in Japan.
- Takashima kasteel (高島城, Takashima-jo), een kasteel met gracht en hoektorens.
- Suwa staat verder bekend om zijn ryokans met onsen (traditionele Japanse herberg/hotel met warme bron)
- Elke zes jaar (in de jaren van de tijger en de aap) is in Suwa het Onbashira shinto festival. 'Onbashira' betekent letterlijk 'de geëerde boomstam' en als onderdeel van de festiviteiten worden grote bomen in de heuvels rond de stad geveld en met touwen naar de vallei gesleept. Mannen tonen hun moed door op de boomstammen te 'surfen' als deze de hellingen af glijden/rollen.

## Aangrenzende steden
- Okaya
- Chino
- Ina